# Krzysztof Frankenstein
Krzysztof Marek Frankenstein (ur. 16 lutego 1973 w Sławnie) – polski samorządowiec, od 2007 roku burmistrz Sławna. W latach 2002–2006 był radnym rady miejskiej w Sławnie.

## Życiorys
Uzyskał stopień doktora inżyniera w zakresie ochrony i kształtowania środowiska. W latach 2002–2005 pracował jako dyrektor Parku Wodnego w Darłówku. Następnie do 2007 roku był inspektorem ochrony środowiska w Urzędzie Gminy w Sławnie.

### Działalność polityczna
W wyborach samorządowych w 2002 roku kandydował do rady miejskiej w Sławnie z ramienia KWW Blok Ludowo–Samorządowy w okręgu 4. Został wybrany radnym, zdobywając 259 głosów (22,94%). W wyborach samorządowych w 2006 roku kandydował na urząd burmistrza Sławna z ramienia KWW Porozumienie dla Sławna. W drugiej turze wyborów przegrał z urzędującym Mirosławem Bugajskim, uzyskując 2586 głosów (49,75%). Po wyborach komitet wyborczy Frankensteina złożył w sądzie doniesienie o nieprawidłowościach podczas drugiej tury wyborów, argumentując, że w jednym z lokali wyborczych wydawano karty bez stempli. W lutym 2007 roku Sąd Okręgowy w Koszalinie stwierdził nieważność wyniku wyborów burmistrza i nakazał powtórne przeprowadzenie głosowania. W powtórzonych wyborach w czerwcu 2007 roku zdobył 637 głosów. Po zsumowaniu ich z wynikami z wyborów samorządowych z 2006 roku uzyskał łącznie 2768 głosów, wygrywając z Bugajskim. 22 czerwca tego samego roku został zaprzysiężony na stanowisku burmistrza. Dołączył do Platformy Obywatelskiej.
W wyborach samorządowych w 2010 roku był jedynym kandydatem ubiegającym się o urząd burmistrza. Uzyskał reelekcję z wynikiem 3730 głosów (82,07%). W wyborach samorządowych w 2014 roku uzyskał reelekcję, wygrywając w pierwszej turze z Mirosławem Bugajskim. Głos oddało na niego 3115 osób (71,18%). W lutym 2016 roku zrezygnował z członkostwa w PO.
W wyborach samorządowych w 2018 roku ponownie został wybrany burmistrzem. Zwyciężył w pierwszej turze z Eweliną Stach, uzyskując 3783 głosy (76,67%). W wyborach samorządowych w 2024 roku ponownie został wybrany na burmistrza z wynikiem 2611 głosów (58,7%).

## Życie prywatne
Jest żonaty, para ma dwójkę dzieci – Hannę i Huberta.

## Odznaczenia i wyróżnienia

### Odznaczenia państwowe i resortowe
- Srebrny Krzyż Zasługi[2]
- Złoty Krzyż Zasługi (2016)[18]
- Odznaka Honorowa za Zasługi dla Samorządu Terytorialnego (2021)[19]

### Pozostałe wyróżnienia
- Złota Odznaka Honorowa za szczególne zasługi dla Polskiego Związku Emerytów, Rencistów i Inwalidów[2]
- Odznaka honorowa Zasłużony dla Związku Inwalidów Wojennych Rzeczypospolitej Polskiej[2]
- Odznaka Honorowa Zasłużony dla Stowarzyszenia Polaków Poszkodowanych przez III Rzeszę[2]
- Kombatancki Krzyż Pamiątkowy „Zwycięzcom”[2]
- Odznaka honorowa Akcji Burza[2]
- Odznaka Honorowa „Przyjaciel Dziecka” Towarzystwa Przyjaciół Dzieci[2]